# Gibson Guitar Corporation
Gibson Guitar Corporation è un'azienda statunitense che costruisce chitarre e altri strumenti musicali elettrici. Fondata nel 1894 a Kalamazoo, nel Michigan, ha sede a Nashville, nel Tennessee.

## Storia

### La fondazione, i mandolini e le chitarre archtop
Orville Gibson cominciò a costruire mandolini nel 1894 a Kalamazoo, Michigan, USA. Nel 1902 fu creata la Gibson Mandolin-Guitar Mfg. Co, Ltd. per commercializzare i suoi strumenti. A cominciare dal 1908 Orville Gibson fu pagato 500$ all'anno dall'azienda. A causa di una malattia tra il 1907 ed il 1916 venne ricoverato più volte ed il 21 agosto 1918 morì.
Tra il 1920 e il 1930 la Gibson cambiò radicalmente il concetto di chitarra, inventando tra le altre cose la chitarra archtop a tavola bombata, e divenne la principale produttrice di chitarre statunitensi con il modello Gibson L-5.
Negli anni '30 iniziò la produzione di chitarre acustiche a tavola piatta, diventando così la principale concorrente di Martin, e introdusse (1936) la ES-150, la prima chitarra elettrica commerciale.

### Dalla Les Paul al rischio fallimento

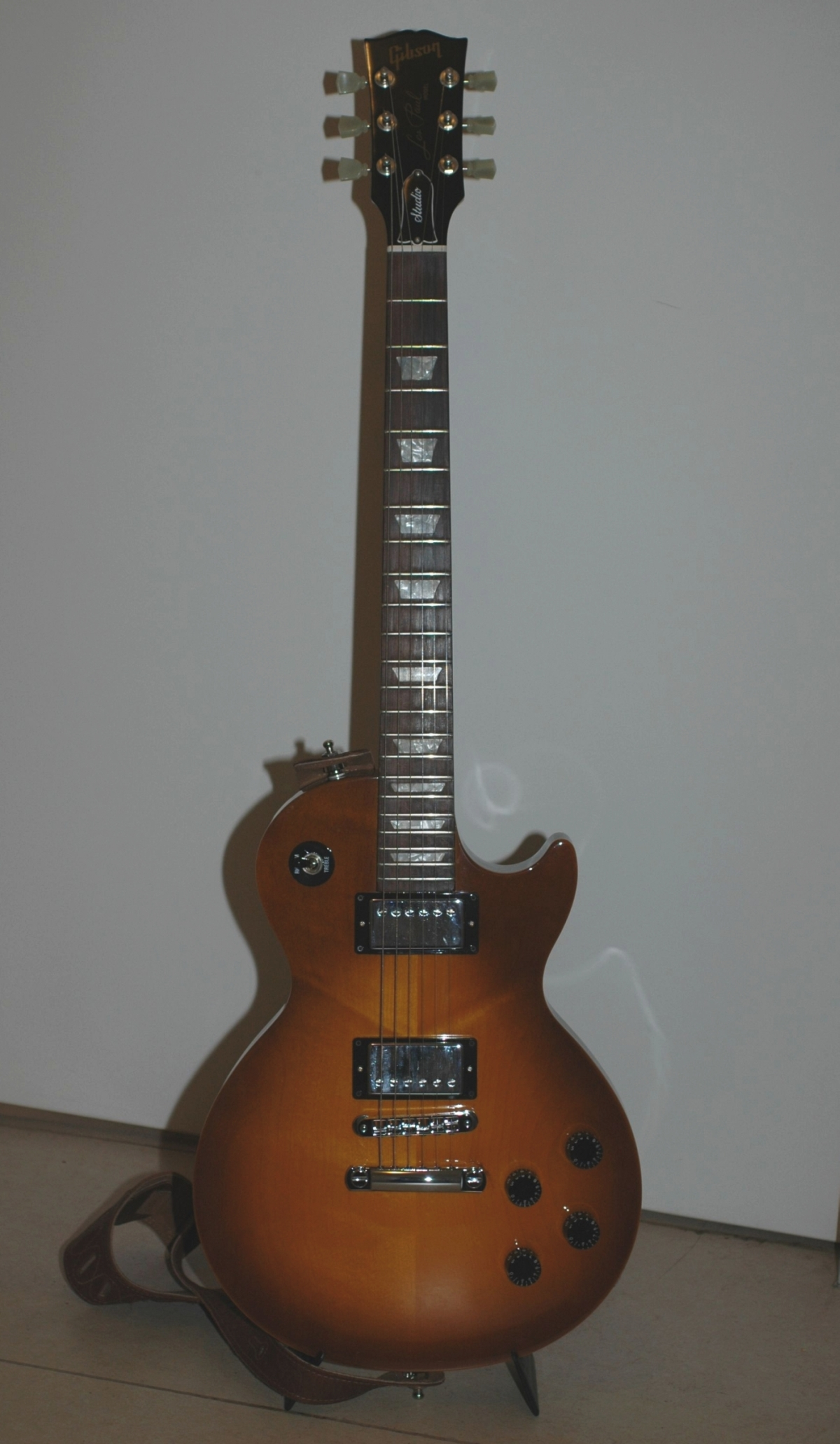
Gibson Les Paul Studio

Nel 1952 la Gibson mise in commercio la sua prima chitarra solid-body (cioè senza cassa di risonanza, ma con un corpo pieno), creata in collaborazione con il famoso musicista Les Paul.
In questo periodo comincia la rivalità con Fender, che da quel momento contende a Gibson il primato fra i costruttori di chitarre elettriche.
Nei tardi anni cinquanta fu la volta di originali ed eccentriche chitarre come la Gibson Explorer e la Flying V ma anche la ES-335, prima semiacustica con corpo parzialmente pieno; inoltre, modificò radicalmente i pickup con l'introduzione dell'humbucker.
Nel 1957 acquistò l'azienda Epiphone, una sua concorrente che produceva strumenti molto simili per modelli e qualità, e ne incamerò il catalogo; questa, comunque, non ha perso il suo nome e continua tuttora la sua attività.
Alla Les Paul seguì, nel 1954, la Les Paul Custom e il modello SG, nel 1961, rimpiazzò la custom. Questi strumenti furono utilizzati fin dalla fine degli anni sessanta da famosi chitarristi come Frank Zappa, Eric Clapton, Peter Green e Jimmy Page.
Un modello particolare di chitarra prodotto dalla Gibson è stato denominato Lucille in onore di B.B. King che per oltre quarant'anni ha suonato con una Gibson ES-355 da lui così chiamata.
Tra il 1974 ed il 1984 la produzione delle chitarre Gibson fu spostata da Kalamazoo a Nashville, Tennessee.

### Crisi finanziarie
Nella metà degli anni ottanta l'azienda rischiò il fallimento prima di essere acquistata dagli attuali proprietari nel gennaio 1986.
Secondo il Nashville Post e il Dayton Daily News la società nel 2017 risulta esposta con 375 milioni di US$ di obbligazioni, oltre a 145 milioni di US$ di prestiti bancari, rischiando la bancarotta nell'anno 2018 a scadenza dei predetti strumenti finanziari, questo nonostante il fatturato di un miliardo di US$.

## Oggi
Gli stabilimenti Gibson sono così suddivisi:
- Gibson USA - Nashville, Tennessee (linea USA)
- Gibson Custom - Nashville, Tennessee (linea custom shop)
- Gibson Custom Memphis - Memphis, Tennessee (produzione strumenti semi acustici)
- Gibson Acoustic - Bozeman, Montana (produzione strumenti acustici)

La Gibson produce anche banjo e violini in una piccola e caratteristica fabbrica, aperta al pubblico, a Opry Mills sempre a Nashville.
Gibson presenta annualmente le ultime novità riguardanti i suoi prodotti durante le più grandi manifestazioni fieristiche mondiali dedicate agli strumenti musicali fra cui il NAMM Show di Anaheim, il Musikmesse di Francoforte e il FIM Fiera Internazionale della Musica di Genova.

## Controversie legali
Nell'agosto 2011 l'azienda viene indagata dal Governo degli Stati Uniti perché è sospettata di usare per le sue chitarre legno proveniente da alberi di specie protette.

## Strumenti Gibson

### Chitarre acustiche
- Gibson B
- Gibson EC-30
- Gibson Hummingbird
- Gibson J-35
- Gibson J-45
- Gibson J-50
- Gibson J-60
- Gibson J-160
- Gibson J-180
- Gibson J-185
- Gibson J-200
- Gibson J-15
- Gibson L-1
- Gibson L-3
- Gibson L-4
- Gibson L-4A
- Gibson L-48
- Gibson L-5
- Gibson L-7
- Gibson L-10
- Gibson L-12
- Gibson SJ-100
- Gibson SJ-200
- Gibson L-200
- Gibson Advanced Jumbo
- Gibson Blues King
- Gibson B12-45 12 string
- Gibson C-165
- Gibson Chet Atkins SST

### Chitarre elettriche
Per ogni modello si è preferito indicare l'anno iniziale di produzione.

#### Hollowbody
- Gibson ES-150 (1936)
- Gibson ES-100 (1938)
- Gibson ES-250 (1939)[6]
- Gibson ES-300 (1940)
- Gibson ES-125 (1941)
- Gibson ES-350 (1947)
- Gibson ES-5 (1949)
- Gibson ES-175 (1949)
- Gibson L-5CES (1951)
- Gibson Super 400CES (1951)
- Gibson ES-295 (1952)
- Gibson ES-175D (1953)
- Gibson Byrdland (1955)
- Gibson ES-350T (1955)
- Gibson ES-225T (1955)
- Gibson ES-5 Switchmaster (1956)
- Gibson ES-135 (1956)
- Gibson Barney Kessel (1961)
- Gibson Tal Farlow (1962)
- Gibson ES-775 - Custom Shop (1990)

#### Semi-hollow
- Gibson ES-345 (1957), prototipo della chitarra elettrica stereofonica
- Gibson ES-335 (1958)
  - Gibson Crest (1969), modello assai raro realizzato con corpo e battipenna in palissandro[6].
  - Gibson ES-347TD (1978)
  - Gibson ES-357 (1983), modello a 3 pick-up del quale furono prodotti solo sette esemplari tra cui il primo fu realizzato per il turnista Mitch Holder[6]
  - Gibson CS-356 - Custom Shop
  - Gibson ES-339
  - Gibson CS-336 (2001)
- Gibson ES-355 (1958)
- Gibson Les Paul Signature (1973)[7]
- Gibson Blueshawk (1996)
- Gibson ES-137 (2002)

#### Solid body
- Gibson Les Paul
  - Gibson Les Paul Goldtop (1952)
  - Gibson Les Paul Custom (1954)
  - Gibson Les Paul Junior (1954)
  - Gibson Les Paul TV (1955)
  - Gibson Les Paul Special (1955)
  - Gibson Les Paul Standard (1958)
  - Gibson Les Paul Deluxe (1969)
  - Gibson Les Paul Personal (1969)
  - Gibson Les Paul Professional (1969)
  - Gibson Les Paul Recording (1971)
  - Gibson Les Paul Studio (1983)
  - Gibson Les Paul Dc-400
  - Gibson Les Paul Custom Lite
  - Gibson Les Paul Double Cut Junior Special
  - Gibson Les Paul Double Cut Special
  - Gibson Les Paul Jimmy Page (1995)
  - Gibson Les Paul X (2013)
- Gibson Explorer (1958), conosciuta anche come X-plorer
  - Gibson Explorer Junior
  - Gibson Explorer Reverse
  - Gibson Explorer XPL (1985)
  - Gibson Holy Explorer (2009)
- Gibson Flying V (1958), conosciuta anche come V-factor
  - Gibson Holy V (2009)
- Gibson Moderne (1958), terzo modello della linea Modernist di cui fu depositato ufficialmente il brevetto, ma risulta che non sia mai stata prodotta[6]
- Gibson Melody Maker (1959), modello economico antesignano della Gibson SG
- Gibson SG (1961), conosciuta anche come Diavoletto
  - Gibson SG Junior (1961)
- Gibson Firebird (1963)
- Gibson L-5 S (1972)
- Gibson L6 (1973)
- Gibson S-1 (1976)
- Gibson Artisan (1976)
- Gibson RD Artist (1977)
- Gibson The Paul Firebrand (1978)
- Gibson Sonex (1980)
- Gibson Corvus (1982)
- Gibson u2 (1988) - prodotta per gli U2
- Gibson Nighthawk (1993)
- Gibson Vegas
- Gibson Baldwin
- Gibson Robot, distribuita dal 7 dicembre 2007[8] e progettata per accordarsi da sola
- Gibson Dark Fire, progettata e costruita nel 2008
- Gibson Explorer Harp
- Gibson Victory (1981)

##### Doppio Manico
- Gibson EDS-1275 Double 12 (1958), utilizzata da Jimmy Page dal vivo per eseguire Stairway to Heaven ed altri brani
- Gibson EDS-1235 Double Mandolin (1958), strumento raro che assemblava una sei corde standard con una chitarra di dimensioni più ridotte accordata un'ottava sopra, la cui sonorità si avvicinava a quella di un mandolino